# پابلو رویز (بازیکن فوتبال زاده ۱۹۸۱)
پابلو رویز (انگلیسی: Pablo Ruiz؛ زادهٔ ۲۵ فوریهٔ ۱۹۸۱) بازیکن فوتبال اهل اسپانیا است.
از باشگاه‌هایی که در آن بازی کرده‌است می‌توان به باشگاه فوتبال کوردوبا، باشگاه فوتبال سابادل، باشگاه فوتبال سویا، و باشگاه فوتبال رئال مورسیا اشاره کرد.